# 泡面超人
《泡面超人》，是陈晓韵编绘敖幼祥监制的漫画，讲述的是一个住在美食国叫包星星的小男孩的故事。获得了第5届金龙奖幽默漫画类最佳多格漫画奖。被说是中国首部超人漫画，“泡面超人”则是一旦吃了泡面便化身超人。作者陈晓韵则是初中毕业后从事动画制作，于广州美术学院国画系毕业，曾参与制作、《Q版三国》、《勇闯天下》、《小青天司徒公》。在大学毕业后转行漫画制作 。作品巧妙运用中国元素，陈晓韵最喜欢的是牛肉面还有滑鸡。，创作泡面超人的初始心态是想做一部纯中国国籍的超人。《漫画世界》则与《漫友》和《新蕾》等，在全中国十大城市的销售总量占全部的36.4%。，在第22册完结。